# The Garter Girl

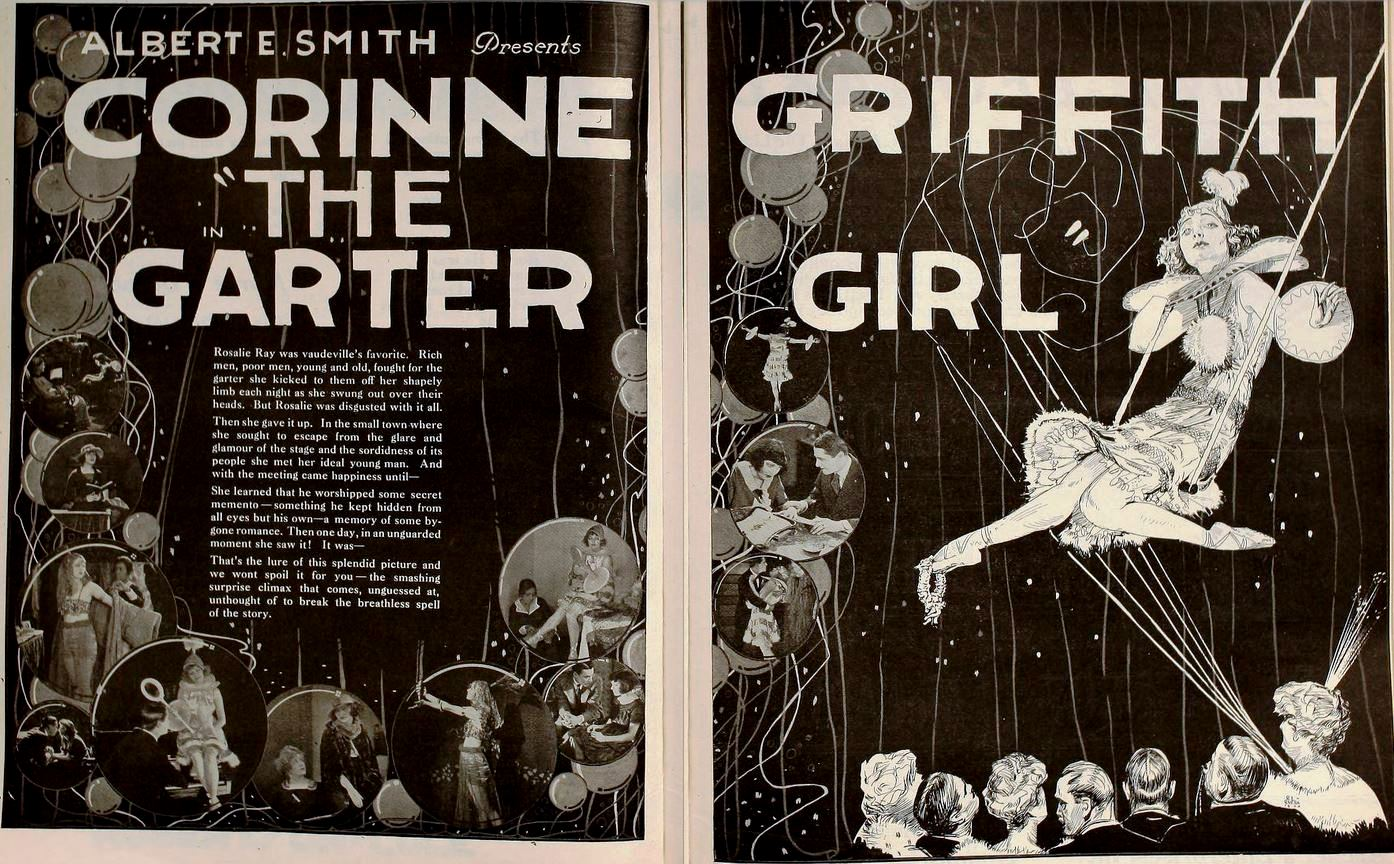
Annonce pour le film dans le magazine Motion Picture News.

The Garter Girl est un film américain réalisé par Edward H. Griffith et sorti en 1920.

## Fiche technique
- Réalisation : Edward H. Griffith
- Scénario : Lucien Hubbard, William B. Courtney, d'après l'histoire courte The Memento de O. Henry  (1908)[1]
- Producteur : Albert E. Smith
- Production : Vitagraph Company of America
- Durée: 50 minutes
- Date de sortie :
  - États-Unis : mai 1920

## Distribution

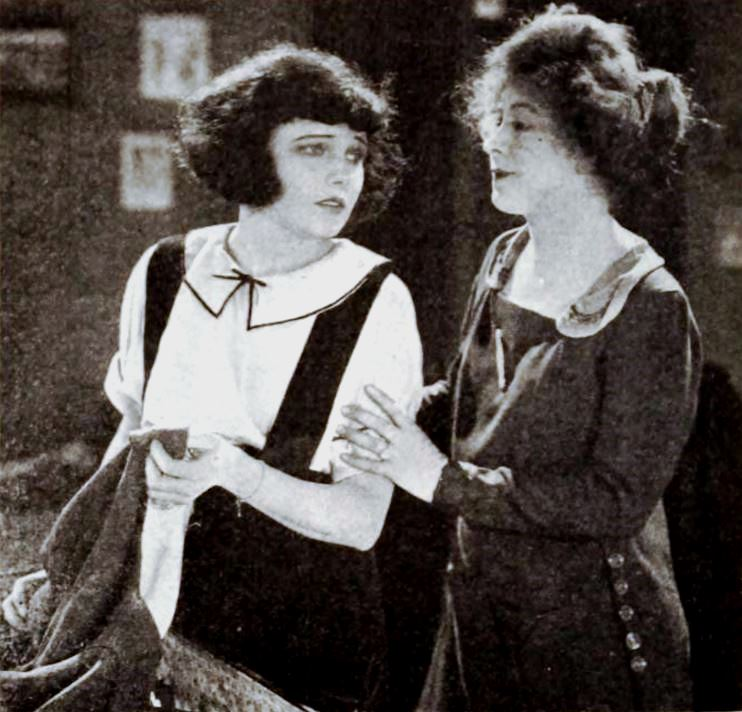
Corinne Griffith et Sally Crute, dans le magazine Exhibitors Herald.

- Corinne Griffith : Rosalie Ray
- Sally Crute : Lynette
- Earl Metcalfe : Brad Mortimer
- Rod La Rocque : Arthur Lyle
- James Tarbell